# Rush (serie televisiva 2008)
Rush è una serie televisiva australiana di genere poliziesco, trasmessa su Network Ten dal 2008 al 2011. Ambientata a Melbourne, si concentra sulla squadra della Police Tactical Response.

## Produzione
L'episodio pilota di Rush, intitolato originariamente Rapid Response, fu filmato nel 2004 e basato su una sceneggiatura di Polizia squadra soccorso. Il pilot conteneva personaggi e membri del cast che non ritornarono nella serie, tra cui Matthew Le Nevez, Libby Tanner e Corinne Grant. La serie fu inizialmente rifiutata, ma in anni successivi fu recuperata quando lo Sciopero degli sceneggiatori (2007-2008) influenzarono le produzioni importate da Ten.
Il sergente Dominic "Dom" Wales, interpretato da Josef Ber, doveva all'inizio essere assassinato durante la prima stagione, ma durante la produzione Claire van der Boom ottenne il permesso di soggiorno negli Stati Uniti e dovette trasferirsi lì: di conseguenza, fu eliminata Grace. Jolene Anderson si unì al cast per la seconda stagione, dal 16 luglio 2009. Le riprese della serie sono effettuate a Melbourne e nella sua area metropolitana.
La terza stagione fu annunciata il 25 settembre 2009 e debuttò il 22 luglio 2010. La quarta stagione, di 13 episodi, fu confermata dal produttore esecutivo di Channel Ten, Rick Maier, il 12 novembre 2010. Le riprese cominciarono il 6 maggio 2011.

## Trama
Rush segue le vite dei membri del prestigioso Tactical Response team (TR), che si occupa di furti d'auto, suicidi e reati a mano armata.
La maggior parte degli episodi prevedono una trama principale, con una o due ramificazioni secondarie per episodio. La quarta stagione copre un arco narrativo più ampio, che comincia con l'omicidio di un membro della polizia.

## Episodi
| Stagione         | Episodi | Prima TV Australia | Prima TV Italia |
| ---------------- | ------- | ------------------ | --------------- |
| Prima stagione   | 13      | 2008               | 2011            |
| Seconda stagione | 22      | 2009               | 2011-2012       |
| Terza stagione   | 22      | 2010               | 2012            |
| Quarta stagione  | 13      | 2011               | 2012            |

## Edizione Home video
| Stagione                            | Data pubblicazione | # di episodi | # di dischi | Contenuti speciali |
| ----------------------------------- | ------------------ | ------------ | ----------- | ------------------ |
| Prima stagione completa             | 30 luglio 2009     | 13           | 4           | Dietro le quinte   |
| Seconda stagione completa: volume 1 | 3 dicembre 2009    | 12           | 3           | Nessuno            |
| Seconda stagione completa: volume 2 | 1º aprile 2010     | 10           | 3           | Nessuno            |
| Terza stagione completa: volume 1   | 2 dicembre 2010    | 12           | 3           | Nessuno            |
| Terza stagione completa: volume 2   | 3 marzo 2011       | 10           | 3           | Nessuno            |
| Quarta stagione completa            | 15 dicembre 2011   | 13           | 3           | Nessuno            |

## Personaggi
- Lawson Blake, interpretato da Rodger Corser, doppiato da Teo Bellia.
- Brendan "Josh" Joshua, interpretato da Callan Mulvey, doppiato da Alessandro Budroni.
- Stella Dagostino, interpretata da Nicole da Silva, doppiata da Deborah Ciccorelli.
- Leon Broznic, interpretato da Samuel Johnson, doppiato da Gianluca Crisafi.
- Kerry Vincent, interpretata da Catherine McClements, doppiata da Alessandra Korompay.
- Grace Barry, interpretata da Claire van der Boom, doppiata da Ilaria Latini.
- Dominic "Dom" Wales, interpretato da Josef Ber, doppiato da Gabriele Sabatini.
- Michael Sandrelli, interpretato da Ashley Zukerman, doppiato da Nanni Baldini.
- Shannon Henry, interpretata da Jolene Anderson, doppiata da Chiara Colizzi.
- Christian Tapu, interpretato da Kevin Hofbauer, doppiato da Paolo Vivio.
- Charlie Lewis, interpretato da Antony Starr, doppiato da Fabrizio Manfredi.

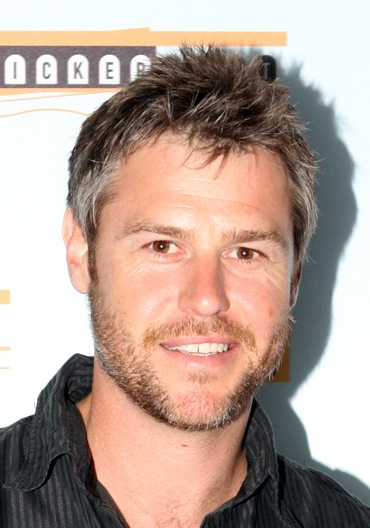
Rodger Corser interpreta Lawson Blake
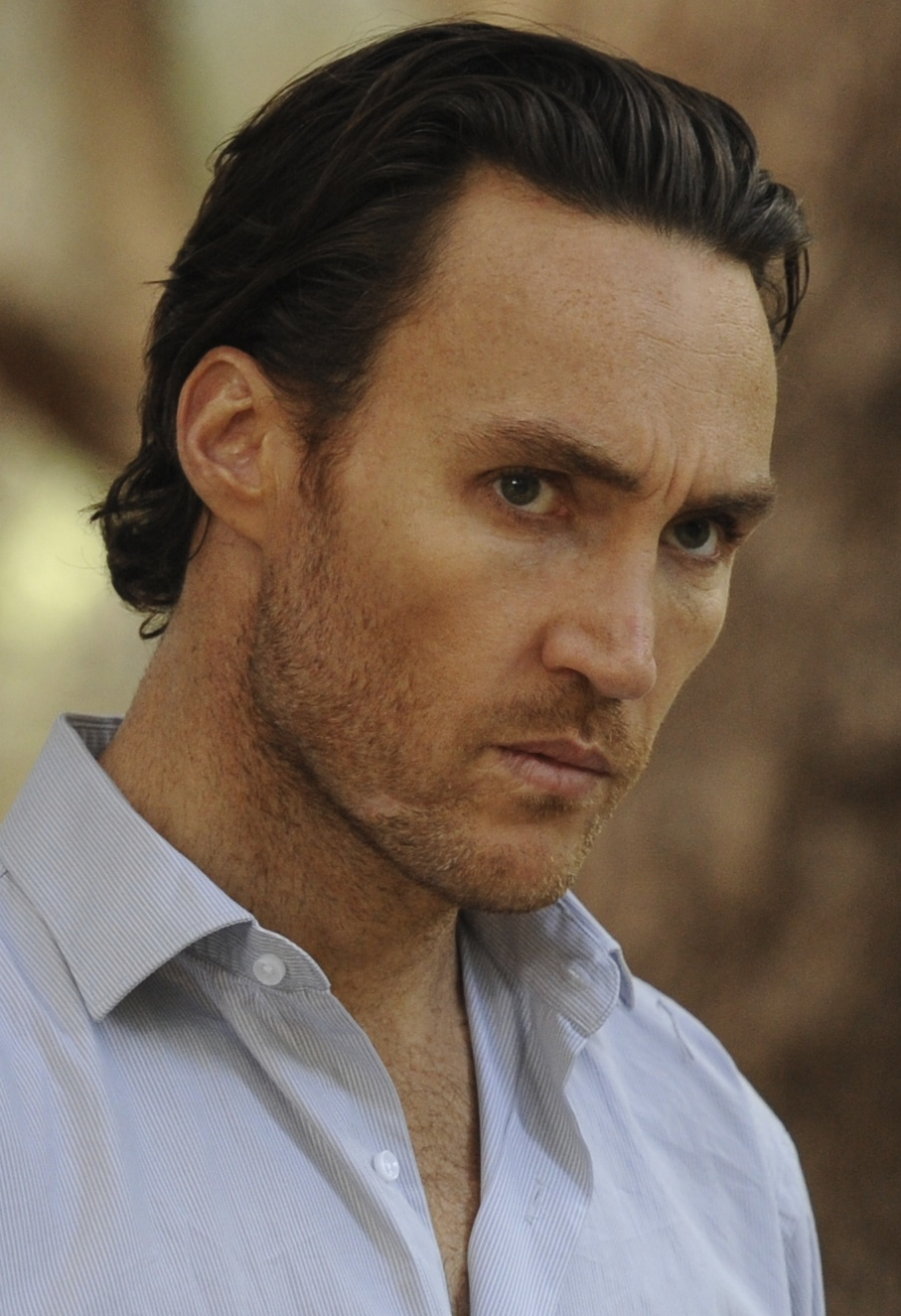
Callan Mulvey interpreta Brendan "Josh" Joshua
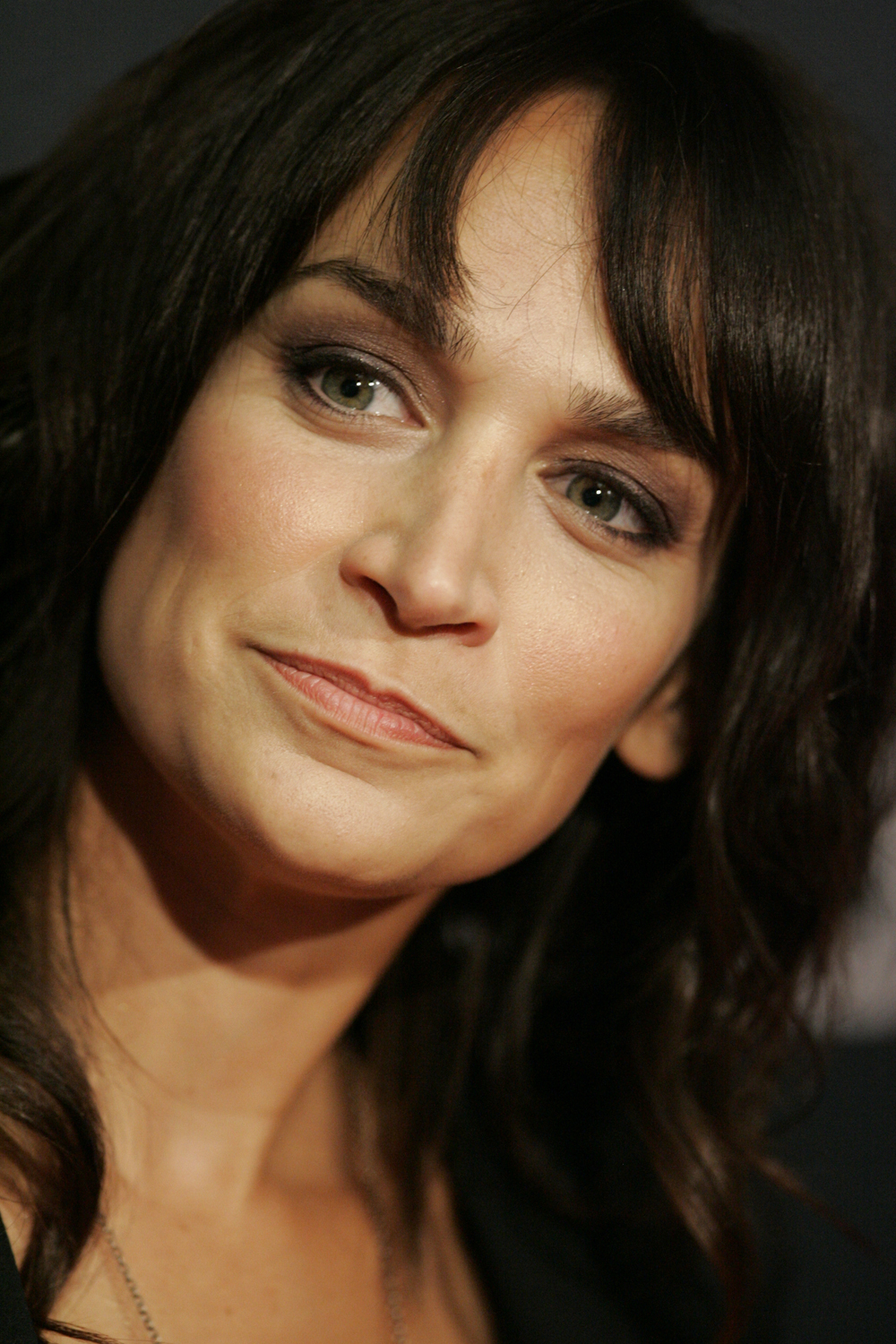
Nicole da Silva interpreta Stella Dagostino
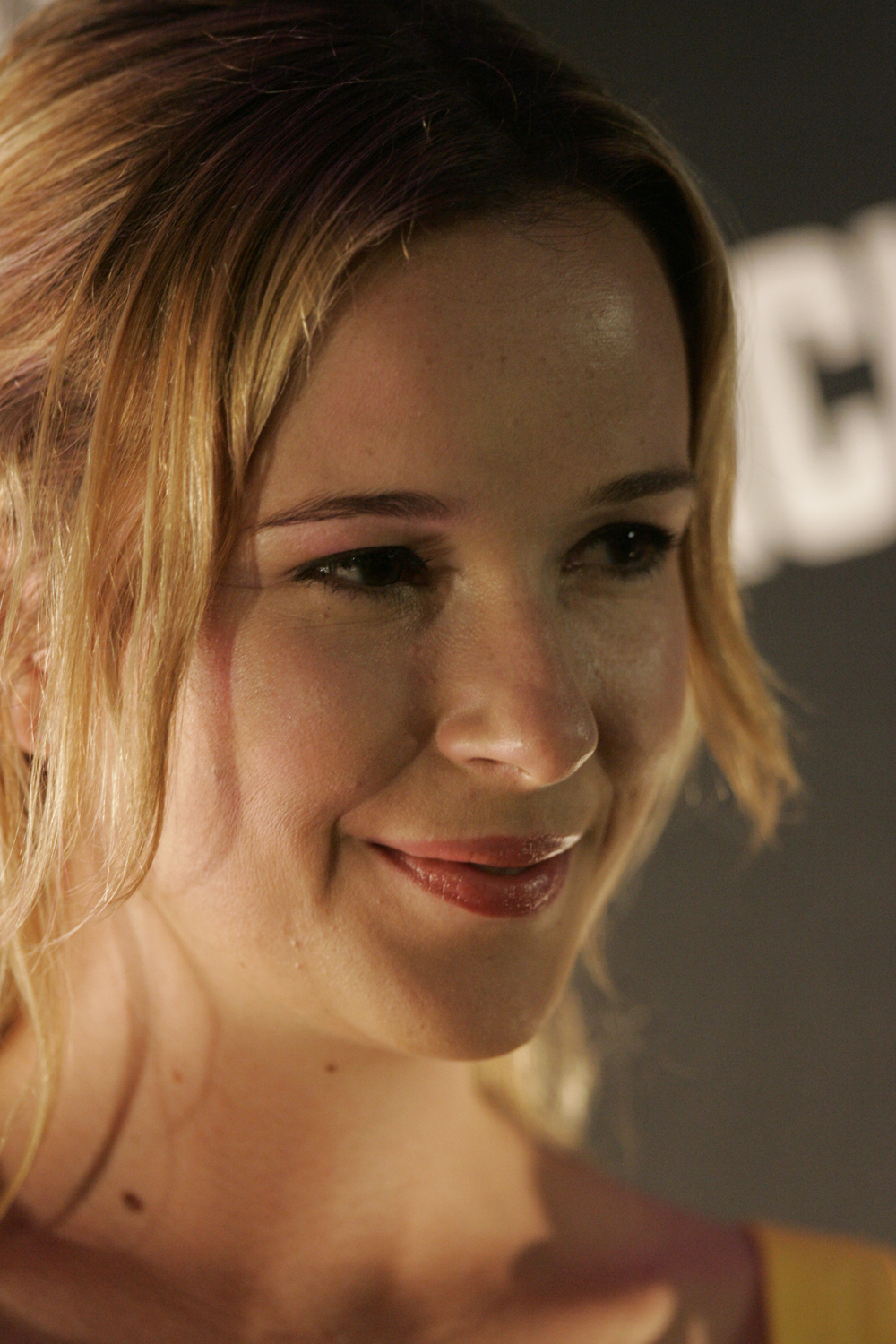
Claire van der Boom interpreta Grace Barry
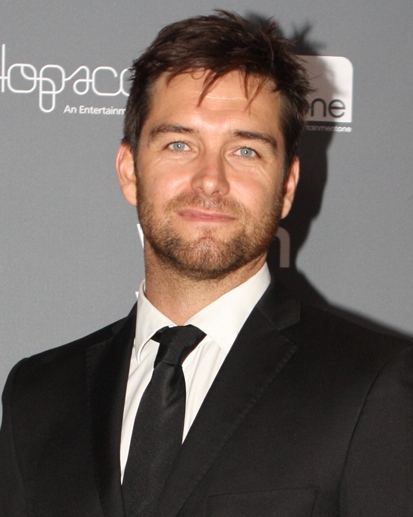
Antony Starr interpreta Charlie Lewis

## Premi e candidature
- 2008 - AACTA Awards
  - Nomination Best Television Drama Series
  - Nomination Best Lead Actor in a Television Drama a Callan Mulvey
- 2009 - AWGIE Awards
  - Television Series
- 2009 - Logie Awards
  - Nomination Graham Kennedy Award for Most Outstanding New Talent a Ashley Zukerman
  - Nomination Most Outstanding Actor a Callan Mulvey
  - Nomination Most Outstanding Actress a Claire van der Boom
  - Nomination Most Outstanding Drama Series, Miniseries or Telemovie
- 2010 - AACTA Awards
  - Best Television Drama Series
- 2011 - Logie Awards
  - Nomination Most Popular Actor a Callan Mulvey
  - Nomination Most Outstanding Actress a Catherine McClements
  - Nomination Most Outstanding Drama
  - Nomination Most Popular Drama
- 2011 - Screen Music Awards
  - Nomination Best Music in a drama series or serial a Stephen Rae per l'episodio 3x16

## Distribuzione internazionale
| Paese          | Canale                             |
| -------------- | ---------------------------------- |
| Irlanda        | RTE                                |
| Norvegia       | TV2                                |
| Rep. Ceca      | AXN                                |
| Slovacchia     | AXN                                |
| Ungheria       | AXN                                |
| Polonia        | AXN, TV4                           |
| Belgio         | vtm                                |
| Tuvalu         | Television Tuvalu                  |
| Hong Kong      | FOX Crime                          |
| Filippine      | GMA News TV                        |
| Sudafrica      | MNET                               |
| Spagna         | Nitro                              |
| Nuova Zelanda  | TV One                             |
| Arabia Saudita | MBC4 MBC Action                    |
| Portogallo     | AXN                                |
| Estonia        | FOX Crime                          |
| Bulgaria       | AXN                                |
| Romania        | AXN                                |
| Finlandia      | YLE TV2                            |
| Israele        | IBA 3                              |
| Taiwan         | Public Television Service HiHD     |
| Italia         | Premium Crime Rai Premium Rai4 AXN |